# Gunnera tinctoria
El ruibarbre gegant o ruibarbre de Xile (Gunnera tinctoria) espècie d'angiosperma de la família Gunneraceae nadiua del sud de Xile i de zones properes de l'Argentina. No està relacionada amb els ruibarbre, però en té l'aparença des de lluny i té uns usos similars. És una planta perenne de fulles molt grosses que fa fins a 2 metres d'alt. A diversos llocs del món s'utilitza com planta ornamental i comestible. A diverses parts de Nova Zelanda i de les Açores és una espècie invasora.

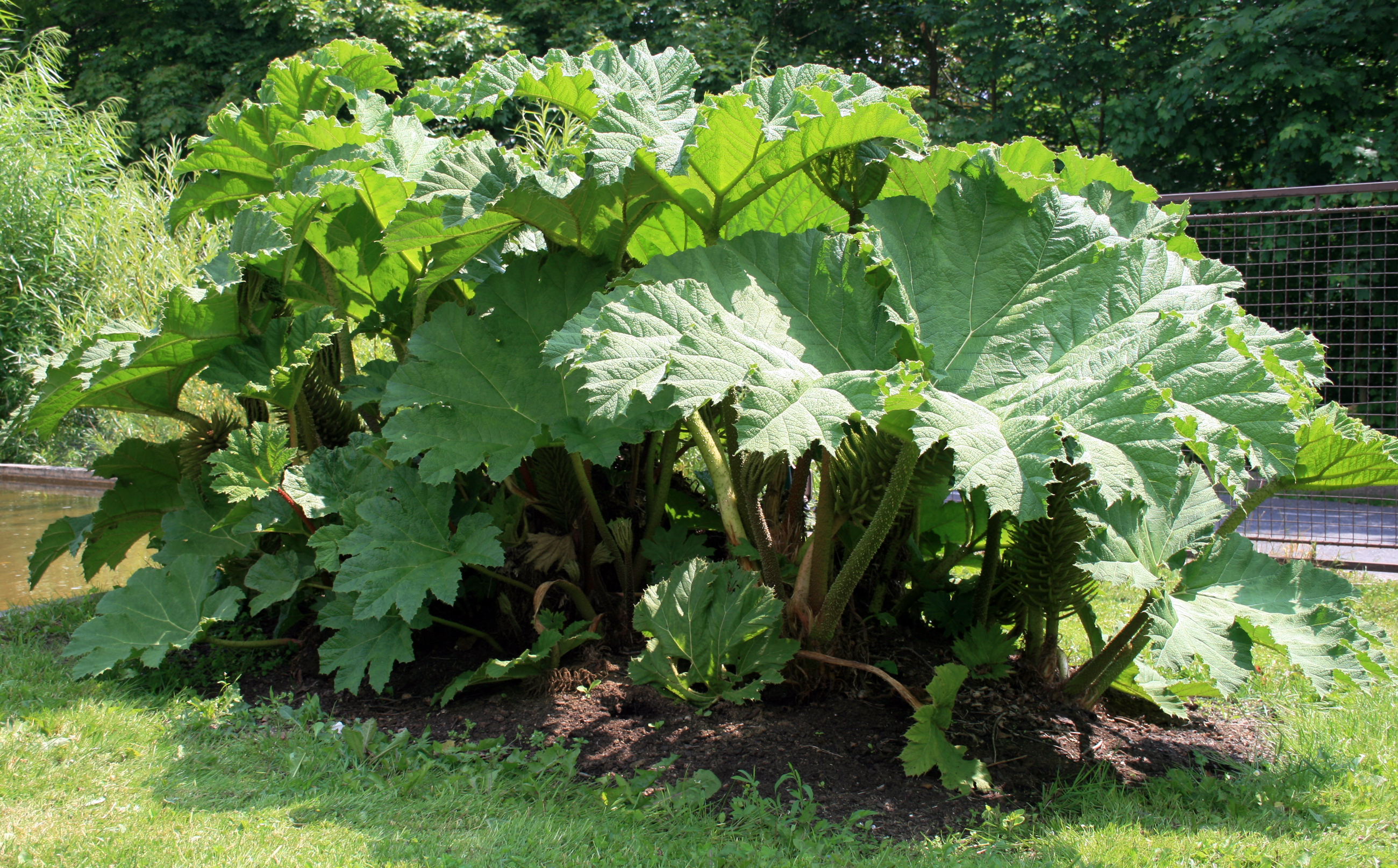
Jardí botànic de Liberec

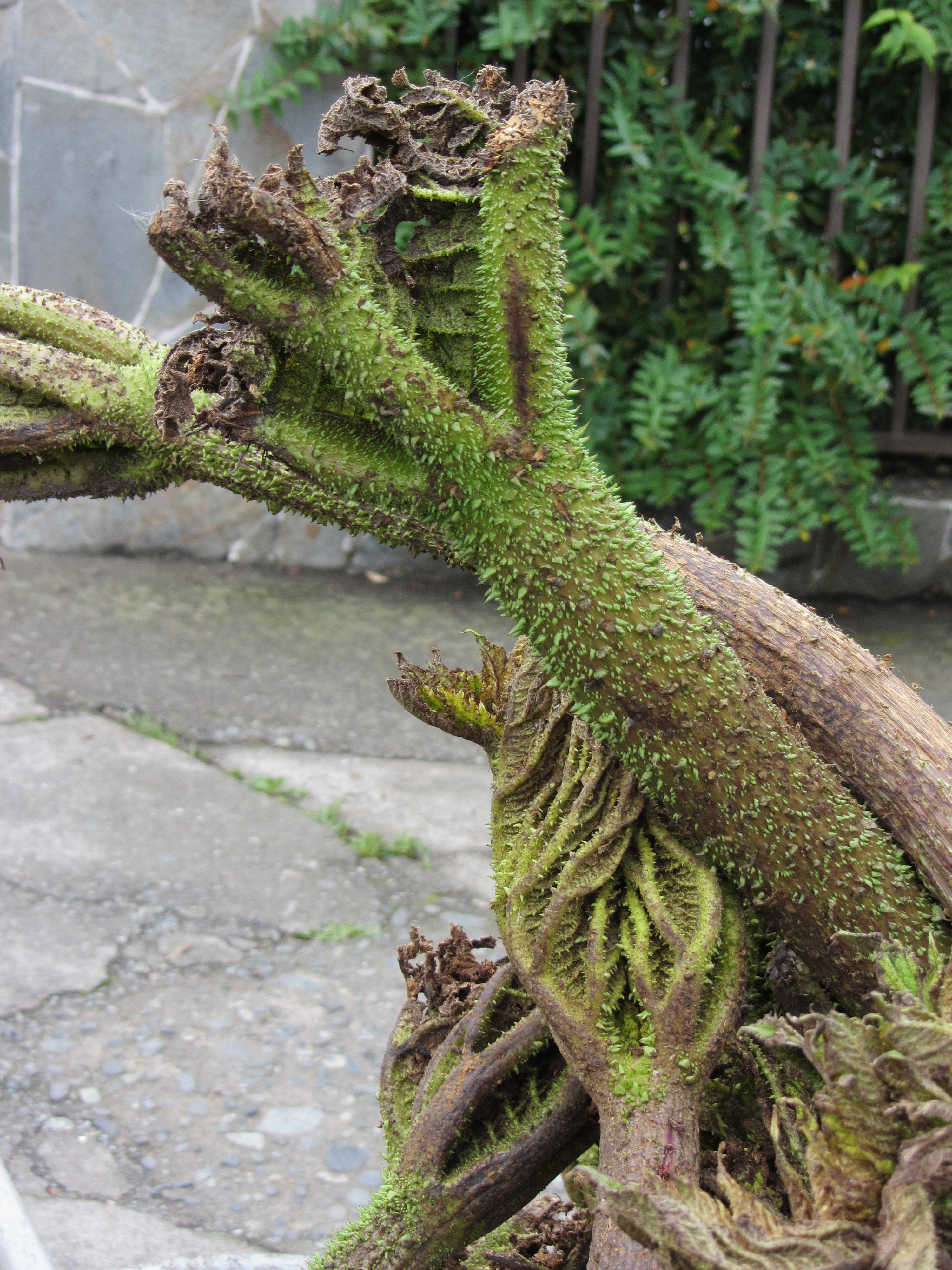
Ruibarbre de Xile a la venda a Puerto Varas.

## Espècie similar
Gunnera manicata (també port ser invasora).

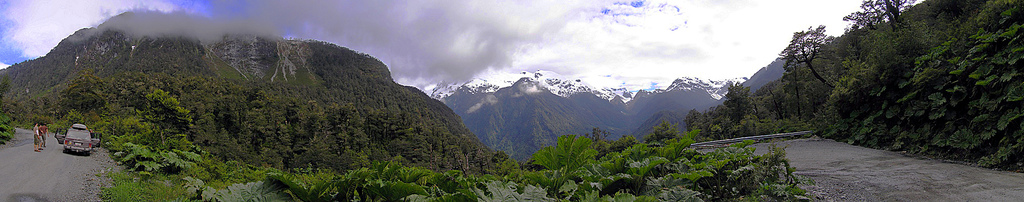
Nalcas a Cuesta Queulat, Xile